# Gambart (kráter)

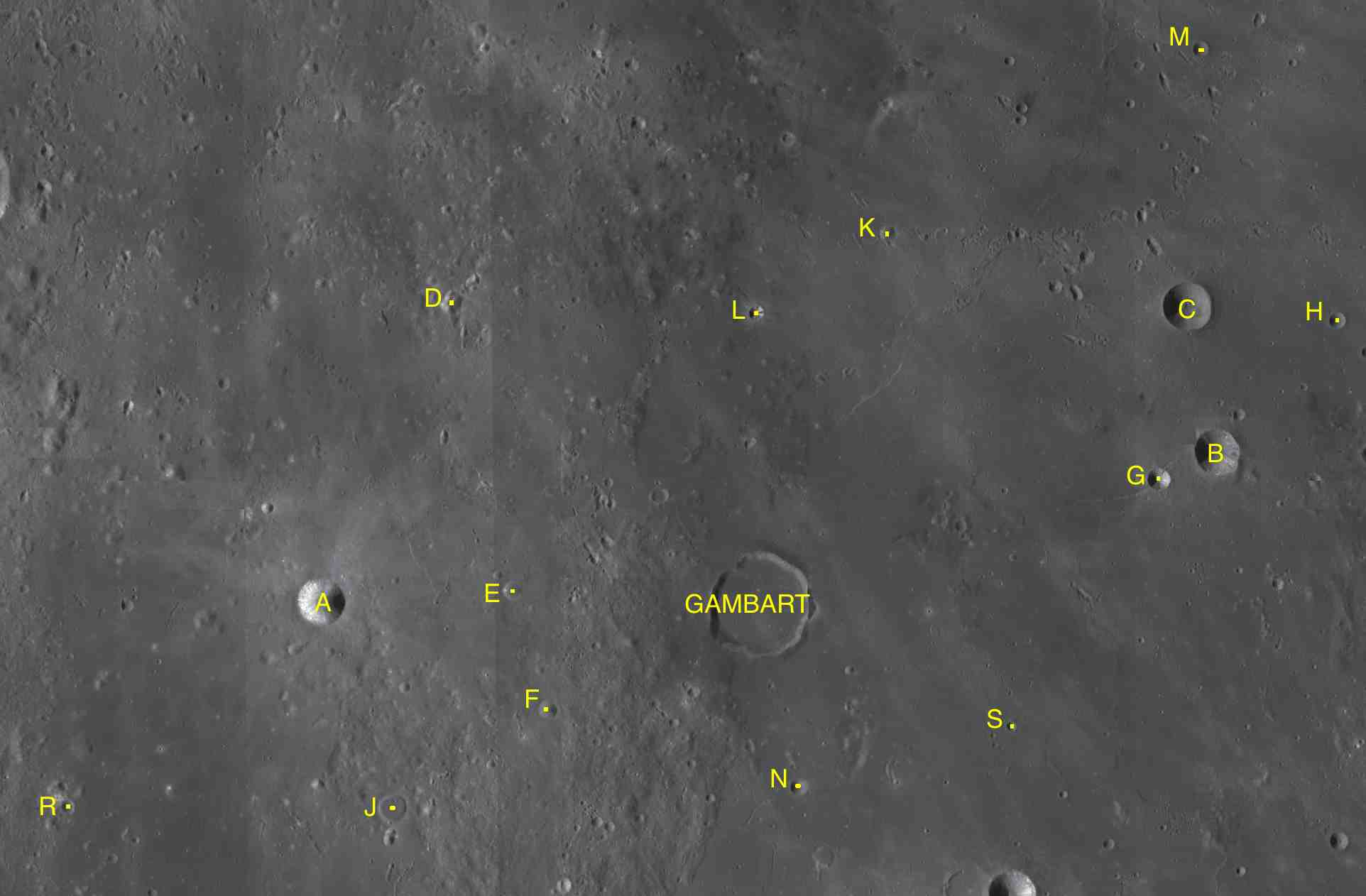
Poloha Gambarta a jeho satelitních kráterů.

Gambart je lávou zatopený kráter bez centrálního vrcholku v Mare Insularum (Moře ostrovů) poblíž rovníku na přivrácené straně Měsíce. Má průměr 25 km a leží jiho-jihovýchodně od výrazného kráteru Koperník.
Dno Gambartu bylo v minulosti zaplaveno lávou, je tedy nyní relativně ploché. Okrajový val je nepravidelný ve tvaru mnohoúhelníku. Jihozápadně od něj se rozkládá členitý terén. Menší satelitní kráter Gambart C se nachází severovýchodně od hlavního kráteru a blízko něj lze nalézt lunární dóm, druh štítové sopky. Do této oblasti se také zřítila roku 1966 americká sonda Surveyor 2.

## Název
Pojmenován je podle francouzského astronoma Jean-Félixe Adolpha Gambarta, objevitele 13 komet.

## Satelitní krátery
V okolí se nachází několik dalších kráterů. Ty byly označeny podle zavedených zvyklostí jménem hlavního kráteru a velkým písmenem abecedy.
| Gambart | Sel. šířka | Sel. délka | Průměr |
| ------- | ---------- | ---------- | ------ |
| A       | 1.0° S     | 18.7° Z    | 12 km  |
| B       | 2.2° S     | 11.5° Z    | 11 km  |
| C       | 3.3° S     | 11.8° Z    | 12 km  |
| D       | 3.4° S     | 17.7° Z    | 6 km   |
| E       | 1.0° S     | 17.2° Z    | 4 km   |
| F       | 0.1° S     | 16.9° Z    | 5 km   |
| G       | 1.9° S     | 12.0° Z    | 6 km   |
| H       | 3.2° S     | 10.6° Z    | 4 km   |
| J       | 0.7° J     | 18.2° Z    | 7 km   |
| K       | 3.9° S     | 14.2° Z    | 4 km   |
| L       | 3.3° S     | 15.3° Z    | 4 km   |
| M       | 5.4° S     | 11.7° Z    | 4 km   |
| N       | 0.5° J     | 14.9° Z    | 5 km   |
| R       | 0.6° J     | 20.8° Z    | 4 km   |
| S       | 0.1° J     | 13.2° Z    | 3 km   |